# Schlacht von Dahaneh
Die Schlacht von Dahaneh war ein Gefecht in der Stadt Dahaneh in der Provinz Helmand und Umgebung im Rahmen des Afghanistan-Krieges. Die Schlacht begann, als US-amerikanische und afghanische Truppen eine Operation starteten, um die Stadt von den Taliban im Süden Afghanistans zu erobern. Die Koalitionstruppen stießen auf starken Widerstand und glauben, dass die Taliban vor dem bevorstehenden Angriff gewarnt wurden. Die Schlacht wurde unter dem Codenamen „Operation Eastern Resolve 2“ durchgeführt.

## Vorgeschichte
Dahaneh ist eine Stadt mit ungefähr 2.000 Einwohnern in der Provinz Helmand und liegt an einer wichtige Handelsroute, auf der die Taliban 60 Prozent des weltweiten Opiums transportieren. Vor der Schlacht konnten wegen fehlender Truppen die Koalitionsstreitkräfte jahrelang nicht in Dahaneh eindringen. Die Taliban besaßen die Stadt. Sie unterhielten Kontrollpunkte und erhoben Steuern. Als die islamistische Organisation jedoch drohte, die afghanischen Wahlen am 20. August zu verhindern, befürchteten die Kommandeure der Koalition Repressalien gegen die Einwohner der Stadt. Außerdem hofften die Alliierten, vor Beginn der Wahlen ein Wahlzentrum in Daheneh einzurichten, welches das einzige Wahllokal in der Region sein würde. Die Eroberung von Dahaneh war auch der Schlüssel zur Sicherung des Now Zad-Tals, in dem die Taliban ihren Opiumhandel betrieben.

## Verlauf
Am 12. August 2009 rückten 400 United States Marines und 100 Soldaten der afghanischen Nationalarmee auf Dahaneh vor. Ein Konvoi aus Humvees und MRAPs verließ am frühen Morgen eine Truppenbasis in Naw Zad nach Dahaneh. Zeitgleich flogen drei CH-53 Hubschrauber Soldaten hinter Taliban-Linien.
Beim Eintreffen der Soldaten stürmte ein Zug ein mutmaßliches Gelände der Aufständischen, wo sie 5 Kämpfer festnahmen und dieses übernahm. Kurz vor dem Morgenlicht feuerten Taliban-Kämpfer Raketen und Mörser auf die Marines ab. In den folgenden acht Stunden wurden die Koalitionstruppen mit kurzen Feuerstößen beschossen, als sie in die Stadt einrücken wollten.
RPGs und Scharfschützenfeuer zielten auf das Marine-Gelände, auf dem inzwischen auch afghanische Truppen stationiert waren. Diese Angriffe forderten keine Opfer und veranlassten die Marines, einen Raketenangriff einzuleiten, bei denen ein paar Dutzend Taliban getötet wurden. Die Koalitionskräfte versuchten weiter in die Stadt vorzudringen, was aber nur wenig nützte, da die Islamisten sich stark wehrten.
Bei einem Hinterhalt wurde ein US Marine von Granatenfeuer getötet.
Nach vier Tagen wurde Dahaneh das erste Mal seit vier Jahren vollkommen zurückerobert. Wichtig war es, eng mit der Bevölkerung zusammenzuarbeiten. So sprachen Marines und afghanische Soldaten mit den Dorfältesten und mit den Bürgern und erstatteten Ersatz für Schäden und tote Tiere.